# Brook Taylor
Brook Taylor (Edmonton, Middlesex, 18 augustus 1685 – Somerset House, Londen, 29 december 1731) was een Engelse wiskundige. Zijn naam is verbonden aan de stelling van Taylor en de taylorreeks. 

## Leven en werken
Taylor studeerde wiskunde op het St John's College van de Universiteit van Cambridge. In 1708 formuleerde hij een oplossing voor het probleem van de trillingen. Zijn hoofdwerk Methodus incrementorum directa et inversa ("Methode voor incrementele toename van directen en inversen") uit het jaar 1715 bevatte onderzoeken op het gebied van de eindige-differentiemethode en op het gebied van de singuliere oplossingen van differentiaalvergelijkingen, die hij inzette om als eerste de beweging van een trillende snaar te beschrijven. Ten slotte bevatte dit werk de stelling van Taylor over de machtreeks waarmee de waarde van een differentieerbare functie benaderd kan worden. Het belang daarvan werd pas in 1772 door Joseph-Louis Lagrange opgemerkt.

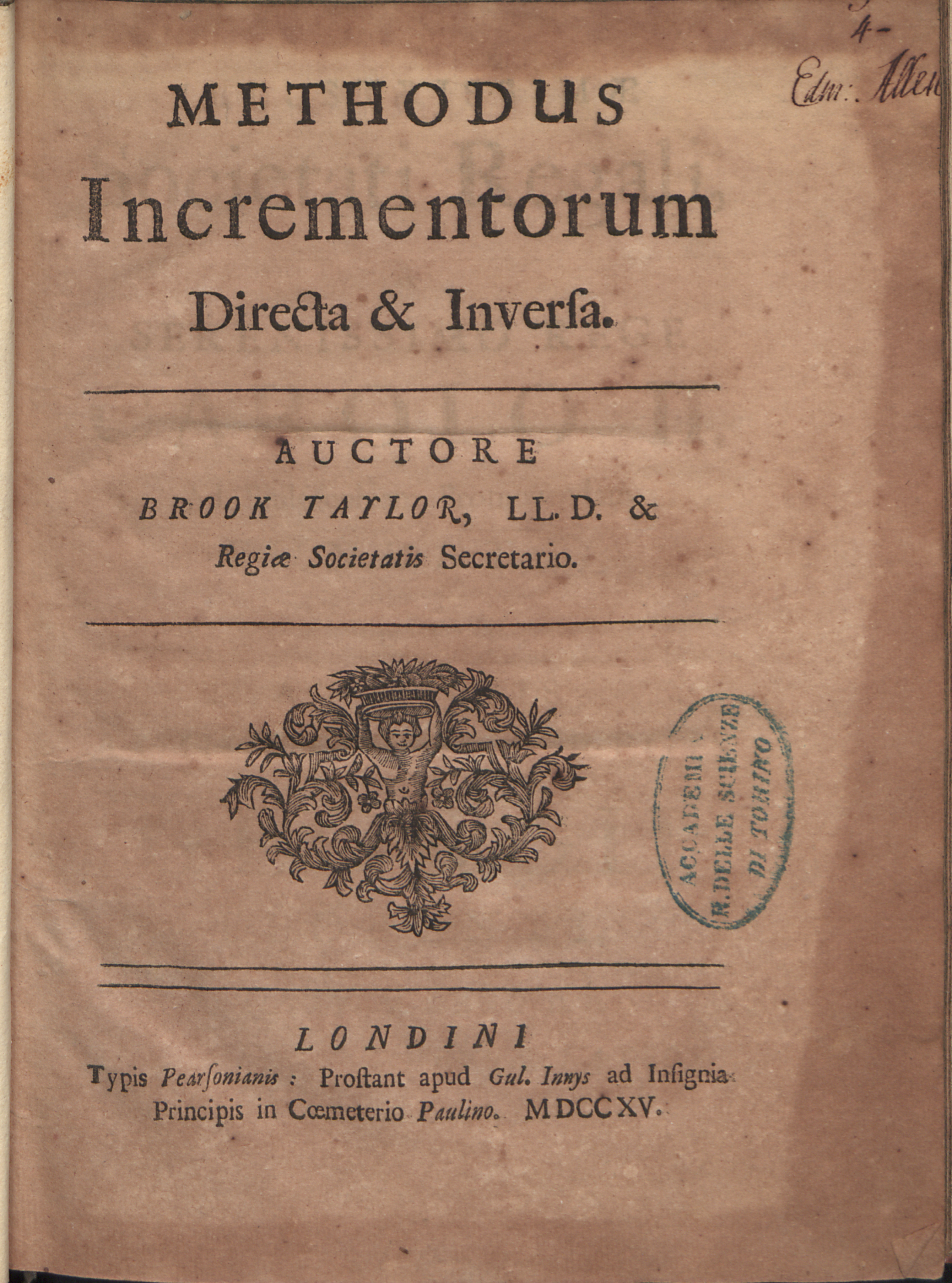
Methodus incrementorum directa et inversa, 1715